# Gia đình bá đạo
Gia đình bá đạo (tựa gốc: We're the Millers) là một phim hài của Mỹ năm 2013 do Rawson M. Thurber đạo diễn. Kịch bản phim được chắp bút bởi Bob Fisher, Steve Faber, Sean Anders và John Morris, dựa trên một truyện ngắn của Fisher và Faber. Phim có sự tham gia của Jennifer Aniston, Jason Sudeikis, Emma Roberts, Will Poulter, Nick Offerman, Kathryn Hahn, Molly Quinn và Ed Helms. Nội dung phim xoay quanh một người buôn bán nồi ngắn hạn (Sudeikis) thuyết phục hàng xóm của anh ta giúp bằng cách giả vờ là chính gia đình anh ta, nhằm buôn lậu ma túy từ Mexico vào Hoa Kỳ.
Bộ phim được ra mắt vào ngày 7 Tháng Tám năm 2013 bởi New Line Cinema thông qua Warner Bros. Pictures. Dù nhận được nhiều lời bình luận trái chiều, song bộ phim vẫn thu về 270 triệu  trên toàn thế giới trong suốt thời gian phát hành, so với kinh phí 37 triệu USD. Bộ phim được 4 đề cử trong People's Choice Awards, và 6 đề cử MTV Movie Awards, sau đó giành chiến thắng với 2 đề cử. Năm 2014, New Line Cinema thông báo rằng phần Hai đang trong quá trình sản xuất.

## Nội dung
David Clark, một kẻ buôn cần sa nghiệp dư ở Denver, bị cướp sạch tiền và cần sa mà anh tích góp để trả nợ cho tên buôn cần giàu có, Brad Gurdlinger. Sau khi David bị đem tới c�ơ quan của hắn, Gurdlinger đã ép buộc anh phải đi trộm cần sa từ Mexico về như một giải pháp để trả món nợ đó. Nhận ra việc một thằng đàn ông sẽ dễ bị tình nghi khi qua cửa Hải quan, anh đã thuê Rose - cô hàng xóm làm vũ nữ thoát y, Casey - cô bé 19 tuổi bỏ nhà ra đi và hành nghề trộm cắp và Kenny - cậu bé hàng xóm 18 tuổi để đóng giả thành một gia đình với tên họ là "Millers". Khi nhà Millers đến khu dân cư, họ phát hiện ra đống cần sa mà họ phải đem đi theo không phải là "một chút" như Gurdlinger đã nói, mà thực chất là 2 tấn. Bởi vì sự gia tăng về khối lượng cần sa trong chiếc RV, một trong những chiếc ống tản nhiệt của chiếc xe đã bị vỡ khi xe đang xuống dốc. Một gia đình đang đi đến đường biên giới tên Fitzgeralds gồm Don, Edith và Melissa đã theo họ và câu chiếc RV đến một cửa hàng sửa chữa xe. Trên đường đi, David đã nhận ra Don là cảnh sát trưởng của DEA (Lực lượng Chống Ma túy) sau khi nhìn thấy huy hiệu và súng trong túi đựng găng tay.
Đống cần sa được đem đi hoá ra là từ tập đoàn cần sa của Pablo Chacon, nơi mà Gurdlinger và David đã đóng giả làm người của Chacon. Ngày hôm sau, khi nhà Millers đến cửa hàng để lấy chiếc RV, Chacon và �người vệ sĩ, One-Eye, đã đợi sẵn ở đó và chuẩn bị để thủ tiêu cả gia đình. Ngay lập tức, họ nói với Chacon rằng họ không phải là một gia đình thật và không hề hay biết đã lấy "hàng nóng" từ chỗ gã. Rose được cho cơ hội để chứng minh là vũ nữ thoát y bằng cách trình diễn, và khi cô đến gần, cô đã mở lỗ thông hơi nước xịt vào Chacon. Nhà Millers đã trốn thoát bằng chiếc RV, dưới tay lái của Kenny. Với kỹ năng lái xe không thành thạo của Kenny, chiếc xe đã lạng ra khỏi cao tốc và con nhện Tarantula trốn trong giỏ trái cây mà họ được tặng khi đến lấy cần sa, đã rơi xuống và bò lên dần vào trong quần của Kenny, sau đó cắn "hòn bi" của cậu.
Vì Kenny bị dị ứng bởi vết cắn đó, nhà Millers quyết định lái xe tới bệnh viện. Vụ việc này đã làm gián đoạn việc vận chuyển cần sa, nhưng David đã thảo luận lại với Gurdlinger về số tiền 500 nghìn USD trong điều kiện tất cả sẽ được đem đến vào buổi tối cùng ngày sau khi nói về việc đụng độ Pablo Chacon. Sau khi Kenny được xuất viện, David đã đẩy cậu thật nhanh đến chiếc RV trên chiếc xe lăn và vô ý làm ngã cậu. Trong cuộc cãi vả tiếp theo, David vô tình tiết lộ số tiền anh được chi trả, so với số tiền anh chi trả cho từng người. Casey, Kenny và Rose sau đó bị bỏ lại trong sự ghê tởm, và David đã lái xe rời đi từ một khu hội chợ nội thành.
Một lúc sau đó, David cảm thấy hối lỗi vì bỏ rơi họ khi nghe bài "Waterfalls" của TLC trên radio và quay lại khu hội chợ, van xin họ hãy quay lại hợp tác với anh. Trên đường về cùng chiếc RV, họ gặp lại Edith và Melissa. One-Eye trong khi đã phát hiện ra và đã xém nổ súng với tất cả mọi người, Don bước ra từ xe và đánh tên đó bất tỉnh. Chacon xuất hiện từ một góc sau đó khi đang chĩa súng vào đầu Melissa và dự sẽ giết tất cả, nhưng lại bị đánh lạc hướng bởi pháo hoa ngày Quốc Khánh tại Mỹ (July 4th), David và Kenny đã hạ gục gã. Don bắt giữ Chacon, nhưng để nhà Millers sống sót.
David đã vận chuyển hàng hoá đến Gurdlinger, người đã thông báo rằng anh đã đến muộn và giao kèo đã bị huỷ, nhưng rồi lại thừa nhận rằng hắn cũng không có dự định sẽ trả tiền công cho anh. Đặc nhiệm DEA ập vào bên trong phòng, bắt giữ Gurdlinger. Cảnh sát trưởng Don đã thông báo David sẽ phải tham gia vào việc điều tra và thẩm vấn nhân chứng cho đến khi có bản án cho Gurdlinger và Chacon. Ông sau đó đã thêm các nhân chứng khác trong vụ án này vì họ sẽ được Pháp luật bảo vệ và David cười. Nhà Millers được cho thấy là đã cùng nhau sống ở vùng ngoại ô, với vài cây cần sa đang được trồng ở sân vườn.

## Phần tiếp theo có thể khả thi
Vào ngày 25 tháng 2 năm 2014, Warner Bros. Pictures và New Line Cinema thông báo rằng phần tiếp theo của nó đang phát triển có tên là We're Still the Millers, với Adam Sztykiel viết kịch bản. Tính đến năm 2022, hiện vẫn không có cập nhật nào trong phần tiếp theo đó.